# أبراهام عياش
أبراهام عياش (بالإنجليزية: Abraham Aiyash) (و. 30 يناير 1994- ) هو سياسي وناشط أمريكي من أصول يمنية، يعمل عضوا في مجلس نواب ميشيغان عن الدائرة الرابعة. تغطي الدائرة الكثير من مدينة ديترويت ونيو سنتر ونورث إند وبوسطن إديسون وفيرجينيا بارك وجميع مدينة هامترامك. كما ان عياش عضوا في الاشتراكيون الديمقراطيون الأمريكيون.

## النشأة والتعليم
ولد عياش ونشأ في هامترامك بولاية ميشيغان، وهو السابع من بين ثمانية أطفال. هاجر والديه من اليمن إلى ميشيغان. تلقى عياش تعليمه في مدارس هامترامك العامة وحصل على درجة البكالوريوس في الآداب من جامعة ولاية ميتشيغان، حيث درس الطب التمهيدي والعلوم السياسية والدراسات الإسلامية.

## حياته المهنية
عمل عياش كمنظم مجتمعي لحملة باراك أوباما الرئاسية عام 2008 عندما كان عمره 13 عامًا. خلال عامي 2015 و 2016 عمل في مكتب ممثل الولاية روز ماري روبنسون.
في عام 2018 كان عياش مرشحًا للانتخابات التمهيدية للحزب الديمقراطي لتمثيل المنطقة الثانية لمجلس الشيوخ في ميشيغان. وقد احتل المركز الثاني بعد آدم هولير، الذي فاز في الانتخابات العامة. وأيدت صحيفة ديترويت فري برس عياش خلال حملته الانتخابية.
في مارس 2020 أعلن أبراهام ترشحه للدائرة الرابعة في مجلس النواب في ميشيغان بعد وفاة إسحاق روبنسون. وحل عياش خلال الانتخابات التمهيدية للحزب الديمقراطي في المرتبة الأولى من بين 13 مرشحًا. في الانتخابات العامة في نوفمبر هزم عياش المرشح الجمهوري هوارد ويثينغتون، ومرشحة حزب الطبقة العاملة ليندا رايبورن، والحاخام المستقل إم دي الحاخام. تولى منصبه منذ 1 ديسمبر 2020.